# Ambon (Francja)
Ambon – miejscowość i gmina we Francji, w regionie Bretania, w departamencie Morbihan.
Według danych na rok 1990 gminę zamieszkiwało 1006 osób, a gęstość zaludnienia wynosiła 26 osób/km² (wśród 1269 gmin Bretanii Ambon plasuje się na 579. miejscu pod względem liczby ludności, natomiast pod względem powierzchni na miejscu 162.).